# My Blomqvist
My Sofia Cornelia Blomqvist Olsberg, född 17 november 1973 i Ängelholm, är en svensk artist och författare.
2007 debuterade Blomqvist som barnboksförfattare till Snårpan och den hemliga manicken med illustrationer av Lena Petersson. Snårpan är en svensk originalfigur skapad av Blomqvist riktad till barn. Snårpan finns även som livefigur och har, förutom två egna folkparksturnéer, varit på turné med Cirkus Maximum säsongen 2006.

## Teater och musikal
1998 gjorde My Blomqvist sin första huvudroll i Stepping Out på Haugesundteatern, Norge. Hon har också bland annat spelat Råttan Tjopsan och mamman i Nils Karlsson Pyssling på Maximteatern och Folkan i Stockholm (1999–2000), Pippi i Liten musikal om Pippi Långstrump på turné (1999–2005), katten Findus i När Findus var liten och försvann på folkparksturné (2002), Les Misérables i Danmark (2003–2004), Linnéa i Hemvärnets glada dagar på Fredriksdalsteatern (2005), Ankie i Wedding Singer på Värmlandsoperan (2007) och Snårpan i Snårpan och den hemliga manicken på folkparksturné (2007–2008).

## Shower och revyer
2005 medverkade Blomqvist i Bella Notte Julshow (med Eddie Oliva och Raymond Björling), 2003–2004 En kvinna, men vilken kvinna (egen föreställning), 1995–2005 One Woman Show (egen show), 2002 Owe Törnqvist Show, 1996–1998 samt I sanningens tjänst (med Thomas Petersson).
Blomqvist har även medverkat i flera tv-program, exempelvis Allsång på Skansen (1995), Café Örebro (1996) och SommarNöjet i Örebro (1996). Hon debuterade dock redan 1985 som 11-åring i tv-programmet På direkten med 20 minuters solistmedverkan.

## Teater

### Roller
| År   | Roll                         | Produktion                                                  | Regi             | Teater         |
| 2007 | Angie                        | Wedding Singer Matthew Sklar, Chad Beguelin och Tim Herlihy | Staffan Aspegren | Wermland Opera |
| 2013 | Sara Jane Moore Emma Goldman | Assassins Stephen Sondheim och John Weidman                 | Staffan Aspegren | Södra Teatern  |

## Diskografi
- 2010 Snårpan och argkudden
- 2007 Snårpan och den hemliga manicken - en musiksaga med Snårpan
- 2006 Jag är som jag är - en musiksaga med Snårpan
- 2006 Sommarbaravara - en längtan till havet (med Anita Strandell och Olle Eilestam)
- 1998 Smurfhits 5
- 1997 Smurfhits 3 samt Smurfhits 2
- 1996 Älskade vaggvisor samt Älskade barnvisor

### Fotnoter
1. ↑  Wermland Opera (14 mars 2007). ”The Wedding Singer”. Pressmeddelande.  Läst 23 september 2015. Arkiverad från originalet den 25 september 2015.